# Marilyn Sokol
Marilyn Roberta Sokol (New York, 22 februari 1944) is een Amerikaanse actrice, muzikante, producer en comédienne. Ze is wellicht het bekendst vanwege haar rol als Lulu Brecht in Can't Stop the Music en als moeder Otter in Emmet Otter's Jug-Band Christmas.